# Новодугиншки рејон
Новодугиншки рејон (рус. Новодугинский район) административно-територијална је јединица другог нивоа и општински рејон у источном делу Смоленске области, у европском делу Руске Федерације.
Административни центар рејона налази се у селу Новодугино. Према проценама националне статистичке службе, на подручју рејона је 2014. живело 9.725 становника или у просеку 5,06 ст/км².

## Географија
Новодугиншки рејон обухвата територију површине 1.922,04 км² и на 12. је месту је по површини међу рејонима Смоленске области. Граничи се са Гагаринским рејоном на истоку, Сичјовским на северу, Вјаземским на југу и Холм Жирковским на западу. На северозападусу рејони Тверске области.
Територија рејона налази се на благо заталасаном моренском Вјаземском побрђу (део знатно пространије целине Смоленско побрђе) које идући ка северу постепено прелази у низијско подручје уз реку Вазузу која је уједно и најважнији водоток. Доминирају подзоласта земљишта. Под шумама је око 40% површина, док је у низијском делу много замочварених подручја.

## Историја
Рејон је успостављен 1929. од делова некадашњег Сичјовског и Вјаземског округа Смоленске губерније.

## Демографија и административна подела
Према подацима пописа становништва из 2010. на територији рејона је живело укупно 10.477 становника, а око 40% популације је живело у административном центру. Према процени из 2014. у рејону је живело 9.725 становника, или у просеку 5,68 ст/км².
| 1959. | 1979.  | 1989.  | 2002.  | 2010.  | 2014.  |
| ----- | ------ | ------ | ------ | ------ | ------ |
| ---   | 17.200 | 14.240 | 11.860 | 10.477 | 9.725* |

Напомена: према процени националне статистичке службе.
На територији рејона постоји укупно 224 сеоска насеља, подељених на 6 сеоских општина. Административни центар рејона је село Новодугино у којем живи око трећине укупне популације рејона.

## Привреда и саобраћај
Најважнији извор прихода је пољопривредна производња.
Преко централног дела рејона од севера ка југу пролазе железница на релацији Ржев—Брјанск и друмски правац Ржев-Калуга.